# 小俣政一

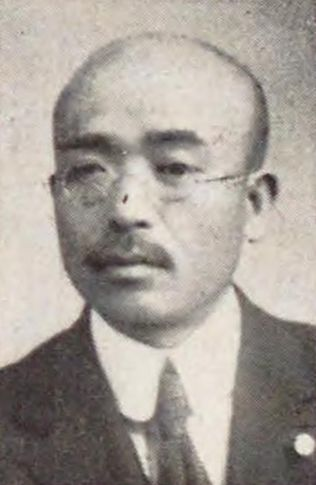
小俣政一

小俣 政一（おまた まさいち、1879年（明治12年）3月1日 - 1933年（昭和8年）9月2日）は、日本の衆議院議員（立憲民政党）。医師。

## 経歴
山梨県北都留郡賑岡村（現在の大月市）出身。1900年（明治33年）、済生学舎を卒業。東京小児科婦人科院を開業し、東京府医師会理事を務めた。東京府会議員、同参事会員、東京市会議員、同参事会員を歴任。また『江東公論』の主筆を務めた。
1928年（昭和3年）、第16回衆議院議員総選挙に出馬し、当選。第17回でも再選を果たした。
1931年（昭和6年）、東京市疑獄事件（板舟権疑惑・青物市場疑惑等）により東京地方裁判所で懲役2ヵ月・追徴金1200円の判決を受けたが、翌年に東京控訴院で無罪判決が下った。墓所は多磨霊園。